# Браславский повет
Браславский повет — административная единица в составе Виленского воеводства Великого княжества Литовского (затем — Речи Посполитой). Центр повета — Браслав. Площадь повета — около 5,5 тыс. км2. На севере повет граничил с Ливонией.
Повет был создан в 1566 году в ходе административной реформы в Великом княжестве Литовском. К 1700 году повет был преобразован в Браславское воеводство, в которое входили Браслав, Мядель, Нарочь и Вяча.
В состав повета входили Браславское городское, Дривятское и Опское староства, а также частные владения. Повет посылал двух депутатов (послов) на вальный сейм Речи Посполитой. В Браславе собирались поветовые и воеводские соймики — местные сословно-представительные органы. В середине XVII века в повете было 5 613 крестьянских хозяйств, а население составляло 44 904 человек. В 1775 году в повете насчитывалось 5 888 крестьянских хозяйства. В 1790 году численность населения повета составляла 85 932 человек.
Повет был ликвидирован в 1795 году после присоединения его территории к Российской империи в ходе третьего раздела Речи Посполитой.
Под тем же названием, но с другими границами повет существовал в 1919—1939 гг. в составе Виленского воеводства.